# 山本雪鈴
山本 雪鈴（やまもと ゆりん、2004年12月31日 - ）は、日本の女子バスケットボール選手である。ポジションはシューティングガード。Wリーグの三菱電機コアラーズ所属。

## 来歴
大阪府出身。
高南中学校で全中準優勝、大阪桐蔭高校でもウィンターカップベスト8を経験。
卒業後、三菱電機コアラーズに加入。